# ESport Bundesliga
Die eSport Bundesliga (kurz eSportBL) war eine E-Sport-Liga, die der eSport Bundesligen Betriebs- und Vermarktungs-GmbH angehörte. Sie war der inoffizielle Nachfolger der World League eSport Bundesliga, die ihren Spielbetrieb nach der Insolvenz der ESBL GmbH beendete. Offizielles Wettkampfspiel der eSport Bundesliga war FIFA. Die eSport Bundesliga erlangte durch Berichterstattung auf dem Deutschen Sportfernsehen, heute Sport1, und auf MTV Bekanntheit. Die 18. Zivilkammer des Landgerichts Frankfurt am Main erließ am 22. April 2009 eine einstweilige Verfügung gegen die Nutzung des Logos der eSport Bundesliga, da es Teilähnlichkeiten zu geschützten Marken enthalte. Daraufhin wurde der Ligenbetrieb eingestellt und die Website offline genommen. Nach einem Rechtsstreit mit der UEFA gab die Ligaleitung am 14. August 2009 bekannt, dass die Aufnahme des Spielbetriebs bis auf Weiteres aus wirtschaftlichen Gründen nicht mehr möglich sei.

## Modus und Ausrichtung

### Ligastruktur

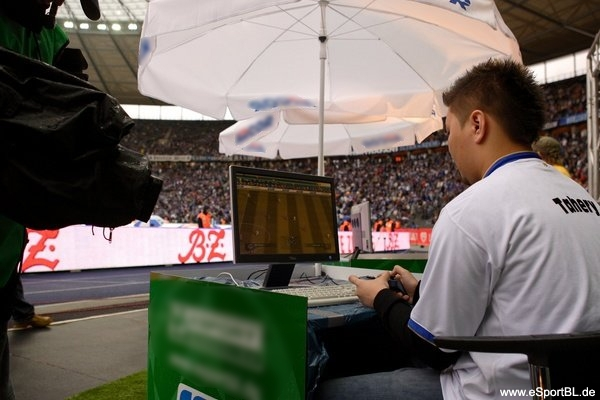
Aufzeichnung eines Spiels im Berliner Olympiastadion

Die Ligastruktur der eSport Bundesliga orientierte sich an dem Modus der DFL. Aus der 1. Bundesliga qualifizierten sich die ersten drei einer Saison für die eSport Champions League. Die letzten drei stiegen in die 2. Bundesliga ab. Aus der 2. Bundesliga stiegen wiederum die ersten drei in die 1. Bundesliga auf. Aus der 2. Bundesliga stiegen vier Mannschaften in die Regionalligen Nord und Süd ab, diese stellten jeweils zwei Aufsteiger für die 2. Bundesliga. In die acht Oberligen stiegen aus den beiden Regionalligen jeweils vier Spieler ab. Die acht freien Plätze wurden von den acht Aufsteigern aus den Oberligen belegt.

### eSport-Bundesliga-Patch
In der eSport Bundesliga wurde ein Patch verwendet, der es ermöglicht, dass alle Spieler auf dem Spielfeld dieselben Fähigkeiten besitzen. Zudem waren die Spieler der 1. und 2. Bundesliga in FIFA 07 anwählbar. Seit der zweiten Saison wurde in jeder Liga der eSport Bundesliga mit dem Patch gespielt.

### Austragungsmodus
Die Spieltage der 1. Bundesliga wurden anfangs an Samstagen im Berliner CineStar Original am Potsdamer Platz ausgetragen. Dabei wurden die Spiele sowohl in einem Kinosaal, als auch im Foyer des CineStar Original ausgetragen. Seit dem Ende der Fernsehübertragungen im Jahr 2008 wurden alle Spiele der ersten Liga ebenso wie die der unteren Ligen über das Internet ausgetragen.